# Parastenophyllum frondicola
Parastenophyllum frondicola är en mångfotingart som först beskrevs av Karl Wilhelm Verhoeff 1899.  Parastenophyllum frondicola ingår i släktet Parastenophyllum och familjen kejsardubbelfotingar. Inga underarter finns listade i Catalogue of Life.